# 屯田 (札幌市北区)
屯田（とんでん）は、北海道札幌市北区の地名。
1889年（明治22年）に熊本・福岡・山口・徳島・和歌山・福井・石川の7県から士族220戸の屯田兵が発寒川付近に入植したのが最初であり、琴似、山鼻、新琴似についで、札幌で最後に屯田兵により開拓された土地である（旧・篠路兵村）。
屯田地区は主に水田地帯として発展したが、1969年に北海道住宅供給公社による屯田団地の造成を皮切りに、1983年から始まった札幌市による屯田土地区画整理事業によって急速に宅地化が進み、道営住宅や市営住宅が建ち並ぶ新興住宅地として、北区でも人口増加が著しい地区のひとつでもある。

## 地理
- 屯田から望める山：手稲山、藻岩山
- 屯田を流れる河川：創成川、発寒川、安春川、屯田川
- 湖沼：東屯田川遊水池

### 隣接している街
- 札幌市北区新琴似、麻生町、篠路、太平、西茨戸
- 札幌市東区北49条東2丁目、北50条東2丁目
- 石狩市花川南、緑苑台

## 歴史・沿革
- 1889年（明治22年）　屯田兵とその家族（220戸・1056人）の入植によって開拓の鍬が下ろされる。札幌郡篠路村に属す
- 1890年（明治23年）　公立長永簡易小学校（現在の札幌市立屯田小学校）が開校。
- 1898年（明治31年）　大洪水により村の大半が水没。その後も水害・凶作が続き、離農者が相次ぐ
- 1906年（明治39年）　札幌郡琴似村の大字屯田村となる
- 1915年（大正4年） 　造田計画を実施。事業は成功し、水田地帯として発展する。
- 1922年（大正11年）　屯田防風林ができる
- 1942年（昭和17年）　琴似村が琴似町となり、翌年同町の字となる
- 1955年（昭和30年）　琴似町が札幌市に合併され、札幌市屯田町となる
- 1969年（昭和44年）　北海道住宅供給公社よって屯田団地が造成される。
- 1970年（昭和45年）　水田の減反政策が実施。小麦などの畑作へ転換。
- 1972年（昭和47年）　札幌市が政令指定都市となり、北区屯田町となる。北海道立札幌北陵高等学校が開校。
- 1980年（昭和55年）　札幌市立屯田南小学校が開校。
- 1981年（昭和56年）　札幌市立屯田中央中学校が開校。
- 1983年（昭和58年）　札幌市による屯田土地区画整理事業がスタート。以降、急速に市街化が進む。
- 1995年（平成7年） 　札幌市立屯田西小学校が開校。
- 2004年（平成16年）　屯田の急速な人口の増加に伴い、屯田小学校の児童数が札幌一となる。
- 2005年（平成17年）　札幌市立屯田北小学校と札幌市立屯田北中学校が開校。
屯田北小・中の開校に伴い、屯田北児童会館（愛称：屯珍館）開館。子どもたちの意見を取り入れた開館として注目される。
- 2007年（平成19年）  北海道有朋高等学校が中央区から屯田新校舎に移転。
- 2016年　(平成28年)　札幌市立屯田小学校の校舎が改築。外装はタイル、内装は木の温かみが感じられるものになっている。

## 住所
| 町丁                 | 郵便番号 |
| -------------------- | -------- |
| 屯田1条1丁目～2丁目  | 002-0851 |
| 屯田2条1丁目～5丁目  | 002-0852 |
| 屯田3条1丁目～8丁目  | 002-0853 |
| 屯田4条1丁目～10丁目 | 002-0854 |
| 屯田5条1丁目～12丁目 | 002-0855 |
| 屯田6条1丁目～12丁目 | 002-0856 |
| 屯田7条1丁目～12丁目 | 002-0857 |
| 屯田8条1丁目～12丁目 | 002-0858 |
| 屯田9条1丁目～12丁目 | 002-0859 |
| 屯田10条1丁目～3丁目 | 002-0860 |
| 屯田11条1丁目～3丁目 | 002-0861 |
| 屯田町○番地          | 002-0865 |

## 公共建物

### 消防
- 北消防署屯田出張所（屯田5-10）
- 北消防団屯田分団（屯田7-6）

### 警察
- 北警察署屯田交番（屯田4-3）

### 清掃
- 北清掃事務所（屯田町990-3）

## 地域

### 健康
- 屯田地区センター体育室開放（屯田5-6）
開館時間：午前8時45分～午後9時（ただし、貸室の受付は午後5時15分まで）
休館日：毎週月曜日と12月29日～1月3日の年末年始

### 教育
- 札幌市立屯田小学校（屯田7-6）
- 札幌市立屯田南小学校（屯田5-4）
- 札幌市立屯田西小学校（屯田6-10）
- 札幌市立屯田北小学校（屯田9-3）
- 札幌市立屯田中央中学校（屯田6-8）
- 札幌市立屯田北中学校（屯田9-4）
- 北海道札幌北陵高等学校（屯田7-8）
- 北海道有朋高等学校（屯田9-7）

## 交通

### 近隣空港
- 札幌丘珠空港（東区）

### 鉄道路線
JR札沼線（学園都市線）が南端をかすめるように走るが、区域内に駅はない。多くの住民はバスなどで札幌市営地下鉄南北線麻生駅や札幌市営地下鉄東豊線栄町駅、JR学園都市線太平駅、新琴似駅を利用する。ちなみに、かつて屯田1条1丁目だけが線路によって分断されていたが、高架化によって解消された。学園都市線の高架は屯田で終了し、国道231号の陸橋をくぐってあいの里方面に至る。

### バス路線
全て北海道中央バスによる運行。札幌都心（札幌駅・札幌ターミナル）や地下鉄駅（麻生駅・栄町駅）などと結ばれる。
路線詳細は北海道中央バス石狩営業所および北海道中央バス新川営業所を参照。

### 道路
高速道路
近隣にあるインターチェンジ：札樽自動車道　札幌北インターチェンジ、新川インターチェンジ
一般国道
街を走る一般国道：国道231号
都道府県道
街を走る道道：北海道道128号札幌北広島環状線（屯田3番通）

## 祭事・催事
- 江南神社 例大祭（7月15日）

札幌市北区屯田7条6丁目2番25号

## 名所・旧跡
- 屯田防風林

札幌市北区屯田1条2丁目～5条12丁目
- 屯田兵第一大隊第四中隊本部跡の碑

札幌市北区屯田7条7丁目 屯田開拓顕彰広場
- 篠路兵村開拓碑

札幌市北区屯田7条7丁目 屯田開拓顕彰広場
- 篠路兵村移住記念碑

札幌市北区屯田7条6丁目 江南神社境内

## 金融機関
- 札幌屯田郵便局（屯田3-4）
- 札幌屯田四条郵便局（屯田4-7）
- 札幌屯田七条郵便局（屯田7-8）
- 札幌屯田八条郵便局（屯田8-4）
- 北洋銀行屯田北支店・屯田支店（旧札幌銀行屯田支店）（屯田7-4）
- 北海道銀行屯田パーソナル支店（屯田6-3）
- 北央信用組合屯田支店（屯田6-6）

## 主な商業施設
- CiiNA CiiNA 屯田（屯田8-3）
  - ロピア屯田店（屯田8-3）
  - アカチャンホンポシーナシーナ屯田店（屯田8-3）
  - コジマ×ビックカメラシーナシーナ屯田店（屯田8-3）
  - ニトリDECO HOMEシーナシーナ屯田店（屯田8-3）
- スーパーエース屯田店（屯田5-3）
- ホクレンショップ屯田店（屯田4-6）
- ホクレンショップフードファーム屯田8条店（屯田8-10）
- ジョイフルエーケー屯田店（屯田8-5）
- ヤマダデンキテックランド札幌屯田店（屯田7-3）
- ブックオフ札幌屯田店（屯田6-6）
- ツルハドラッグ屯田5条店（屯田5-5）
- サンドラッグ屯田店（屯田8-4）
- サツドラ屯田店（屯田9-3）
- サツドラ屯田8条店（屯田8-7）
- ユニクロ札幌屯田店（屯田7-4）
- セリア屯田店（屯田8-10）
- 西松屋屯田店（屯田8-7）
- タイヤ館屯田店（屯田6-4）
- ロイズ屯田公園店（屯田9-5）
- ケーズデンキ屯田店　(屯田8-10)

## 主な公園
- 屯田公園
- 屯田北公園
- 屯田ひがし公園
- 屯田みずほ東公園
- 屯田西公園
- 屯田みずほ西公園